# Stizorhina
Stizorhina är ett släkte med fåglar i familjen trastar inom ordningen tättingar. Släktet omfattar endast två arter som förekommer i västra och centrala Afrika:
- Kongorosttrast (S. fraseri)
- Västafrikansk rosttrast (S. finschi)

Släktet inkluderades tidigare ofta i Neocossyphus.